# Victor Kirst
Victor Johannes Rudolf Kirst (* 21. September 1925 in Leipzig; † 29. Mai 1997 in Hamburg) war ein deutscher Politiker (FDP).

## Partei
Kirst war seit 1949 Mitglied der FDP. Von 1949 bis 1951 war er stellvertretender Landesvorsitzender, von 1951 bis 1953 sowie erneut von 1955 bis 1957 Landesvorsitzender der Deutschen Jungdemokraten in Hamburg. Von 1952 bis 1954 war er Mitglied des Landesvorstandes und von 1956 bis 1966 sowie erneut von 1967 bis 1969 stellvertretender Landesvorsitzender der FDP Hamburg. Von 1971 bis 1976 gehörte er dem FDP-Bundespräsidium an. Im November 1989 wurde er zum Ehrenmitglied der Hamburger FDP gewählt.

## Abgeordneter
Von 1953 bis 1970 war Kirst Mitglied der Hamburgischen Bürgerschaft. Er war von 1969 bis 1976 (zwei Wahlperioden) Mitglied des Deutschen Bundestages. Er wurde über die Landesliste der FDP Hamburg gewählt. Vom 19. Januar 1971 an war er stellvertretender Vorsitzender der FDP-Bundestagsfraktion.

## Veröffentlichungen
- Die innerparteiliche Willensbildung im Verhältnis Bund, Länder und Gemeinden. In: Politikverflechtung zwischen Bund, Ländern und Gemeinden. Berlin 1974, S. 88–98.